# Estación de Zug Fridbach
La estación de Zug Fridbach es una estación ferroviaria de la comuna suiza de Zug, en el Cantón de Zug.

## Historia y situación
La estación de Zug Fridbach fue inaugurada en el año 2004 con la puesta en servicio de la red de trenes de cercanías Stadtbahn Zug.
Se encuentra ubicada en la zona sur del núcleo urbano de Zug, en una zona de expansión de la ciudad. Cuenta con un andén lateral al que accede una vía pasante.
En términos ferroviarios, la estación se sitúa en la línea Thalwil - Zug - Arth-Goldau. Sus dependencias ferroviarias colaterales son la estación de Zug Casino hacia Thalwil y la estación de Zug Oberwil en dirección Arth-Goldau.

## Servicios ferroviarios
Los servicios ferroviarios de esta estación están prestados por SBB-CFF-FFS.

### Stadtbahn Zug
De la red de cercanías Stadtbahn Zug pasa una línea por la estación:
- S 2 Baar Lindenpark - Zug - Walchwil - Arth-Goldau - Brunnen - Erstfeld